# Mont Blanc

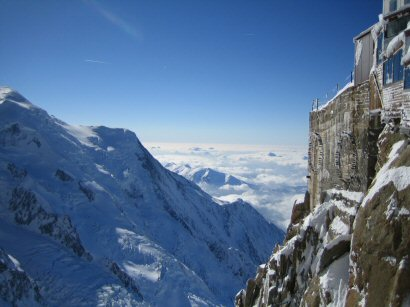
Aiguille du Midi, Mont Blanc tömb.

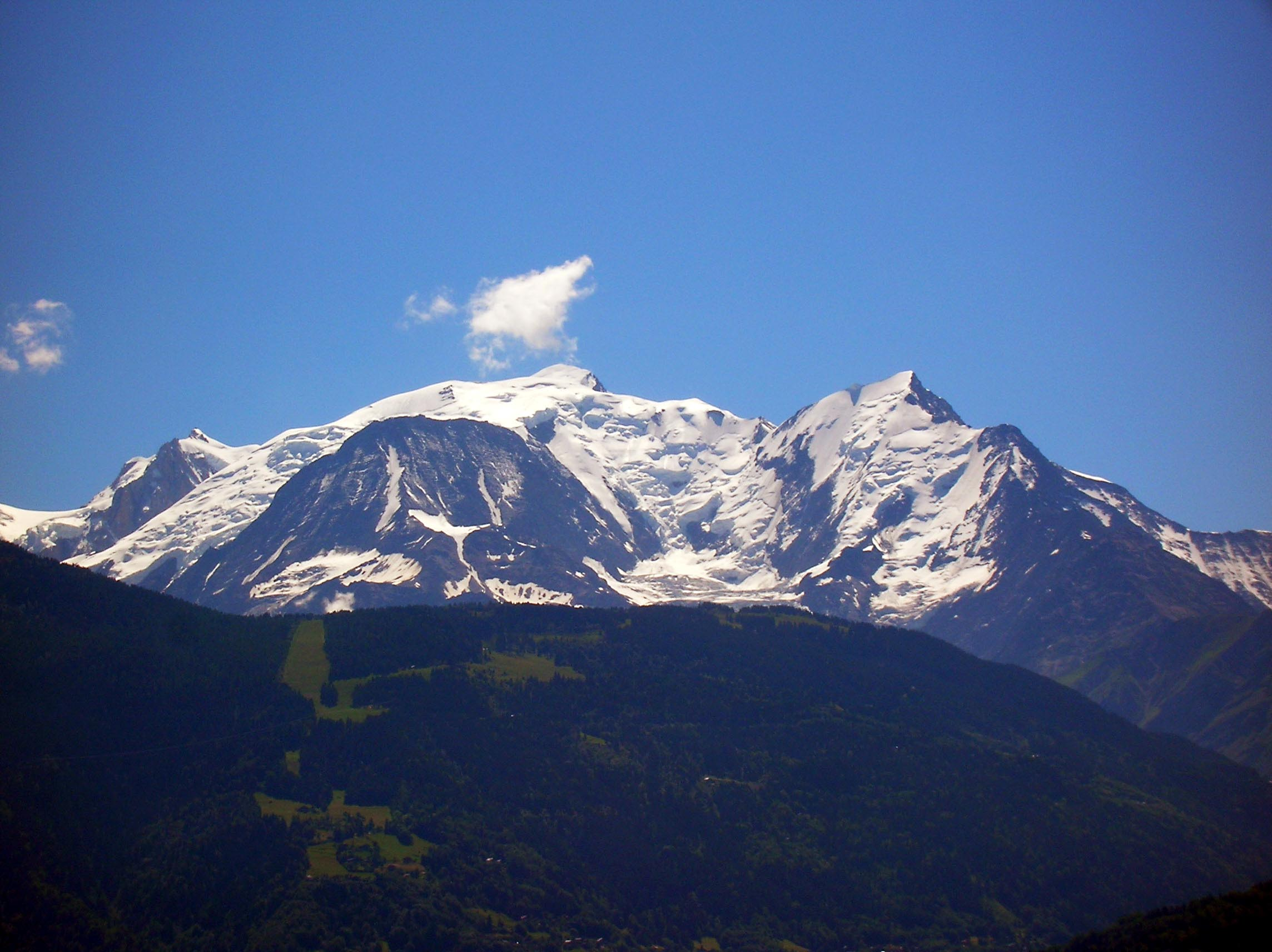
A Mont Blanc 2005 júliusában

A Mont Blanc (fonetikusan: [mõˈblã]) vagy olaszul Monte Bianco (jelentése mindkét nyelven: „fehér hegy”) az Alpok, Nyugat-Európa és egyben az Európai Unió legmagasabb hegye. Az Európa és Ázsia határát a Kaukázus vízválasztójától északra helyező felosztások szerint a kontinens legmagasabb hegycsúcsa. A franciák úgy is hívják: La Dame Blanche („A fehér hölgy”). Magassága kb. 4808,7 méter, de ez a hóesés, az időjárás, illetve a jégsapka mozgásának függvényében évről évre néhány métert változik. Tágabb értelemben a Mont Blanc-tömb csúcsok egy csoportja. 
A hegy a francia Haute-Savoie és az olasz Valle d’Aosta régiók között fekszik. A csúcs hovatartozása vitatott, mindkét országban sokak szerint a saját területükön van. A Franciaország és a Szárd–Piemonti Királyság közti 1861-ben megkötött szerződés szerint a határ a Mont Blanc legmagasabb pontján van („monte sur le groupe du Mont Blanc, en touche le point le plus élevé”) és azóta nem született újabb definíció, de a francia térképek gyakran mégsem ennek alapján jelölik a határt.
A két legismertebb város a Mont Blanc közelében a francia Chamonix (az első téli olimpia színhelye, 1924-ben), illetve az olasz oldalon az Aosta völgyben Courmayeur. A két várost köti össze az 1957–65 között épített, 11,6 kilométer hosszú Mont Blanc-alagút, amely az egyik legfontosabb az Alpokat átszelő útvonalon.
A Mont Blanc tömbje a hegymászók és síelők paradicsoma.

## Megmászása
A Mont Blanc-t a feljegyzések szerint először Jacques Balmat és Michel Paccard doktor mászta meg, 1786. augusztus 8-án. A Horace-Bénédict de Saussure kezdeményezte expedíciót a modern hegymászás kezdetének tekintik. Az első nő, aki elérte a csúcsot Marie Paradis volt 1808-ban. Theodore Roosevelt amerikai elnök a mézeshetei alatt vezetett expedíciót a Mont Blanc csúcsára.
A megmászása mára rutinfeladattá vált, évi átlagban 20 ezren jutnak fel a csúcsra. A felvonó végpontjától (Aiguille du Midi) a csúcs már csak ezer méterrel van magasabban.
A Mont Blanc azonban minden évben áldozatokat is szed. A turistaszezon csúcsán, általában augusztus körül a hegyimentő szolgálatnak egy-egy hétvégén 12 alkalommal kell a hegy bejárt útjain bajba jutottak segítségére sietnie. Akármilyen sokan jutnak fel, a túra megköveteli a magashegyi jártasságot, a vezetőt és a megfelelő felszerelést, és az útnak még így is vannak veszélyes részei, a sziklaomlások pedig folytonos rizikót jelentenek. A feljutáshoz legalább egy éjszakát a nagy magasságban kell tölteni, hogy az emberi szervezet hozzászokjon a magashegyi viszonyokhoz.

## A csúcs tulajdonjoga
A tulajdonjog kérdése a francia forradalom óta vitákat szül. Korábban évszázadokig a teljes hegy a Szárd–Piemonti Királysághoz tartozott.
1796. május 15-én a Szárd–Piemonti Királyság szerződésben átadta Savoya és Nizza területeit a Francia Köztársaságnak. E szerződés szólt a Mont Blanc-ról is, szövege azonban zavaros és értelmezhetetlen volt. A szöveg alapján a határ látható Chamonix és Courmayeur városaiból. Courmayeurből azonban a csúcs nem látható, mert a hegy egy alacsonyabban fekvő része eltakarja.
A pontatlan szerződést később egy másik váltotta. Ez utóbbit 1860. március 24-én Torinóban írta alá III. Napóleon francia császár és II. Viktor Emánuel szárd–piemonti király, aki akkor többek közt Savoya hercege is volt. A határt az 1861. március 7-én aláírt demarkációs egyezmény definiálta. A határ az egyezmény szerint, amelyhez térképet is mellékeltek, 4804 méter magasan, a Mont Blanc jégsapkáján húzódott, így a csúcsból Franciaországnak és Olaszországnak is jutott. A modern topografikus térképészet vízválasztó elemzés alapján szintén a fő csúcsra helyezi a határt, innen északi irányban a Mont Maudit felé halad, a Mont Blanc de Courmayeur teljes délkeleti szegélyét Olaszországban hagyva.
Bár a francia-olasz határt 1947-ben és 1963-ban is újra meghúzták, az olaszokból és franciákból álló bizottság nem foglalkozott a Mont Blanc ügyével.

## Súlyos balesetek a Mont Blanc-on
Az illetékes magashegységi rendőrség a Mont Blanc-on minden évben 700 mentési akciót hajt végre. Ezek 95%-ához helikopter használata szükséges. Az elmúlt évek legmarkánsabb balesetei: 2004.július 11-én a Chamonix-völgyben egy túravezetőt és ügyfelét rántotta magával egy préselt hóból álló lavina, 2005. július 27-én hat hegymászót ragadott el egy megcsúszó hótömeg, egyikük meghalt; 2006.augusztus 19-én tíz hegymászót temetett maga alá egy lavina.

## A Mont Blanc tömb csúcsai

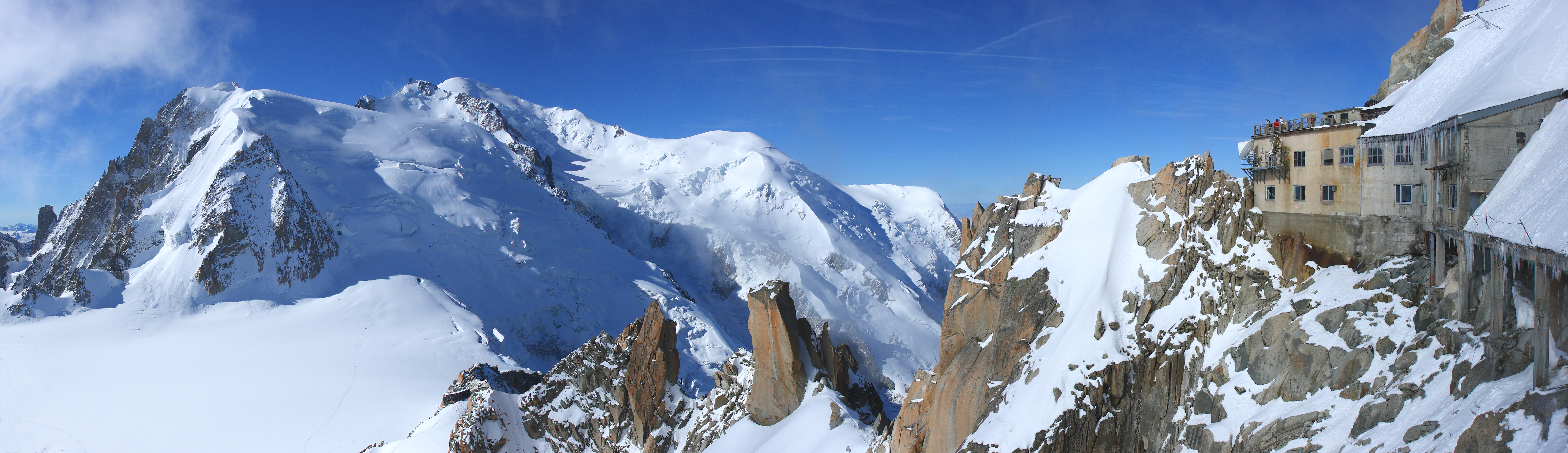
A Mont Blanc panorámaképe az Aiguille du Midiről fényképezve

Nyugati csoport
- Aiguille de Tré la Tête (3919 m)
- Aiguille de Bionnassay (4050 m)
- Dome du Goûter (4306 m)
- Mont Blanc (4808,7 m)
- Mont Blanc du Courmayeur (4765 m)
- Mont Maudit (4466 m)
- Mont Blanc du Tacul (4248 m)
- Aiguilles de Peuterey (4113 m)
- Aiguille du Midi (3842 m)
- la Tour Ronde (3794 m)

Keleti csoport
- Dente del Gigante (4013 m)
- Grandes Jorasses (4201 m)
- Aiguille de Triolet (3872 m)
- Aiguille Verte (4122 m)
- Mont Dolent (3819 m)
- Aiguille d'Argentière (3900 m)
- Aiguille du Chardonnet (3824 m)

## A művészetben

A Mont Blanc 3D-animációs képe

A Mont Blanc számtalan alkalommal ihlette meg a művészeket. A magyar irodalomban a leghíresebb utalás a hegyre Vajda János (a „Montblanc-ember”) Húsz év múlva című versében olvasható.